# Rio Toltén
O rio Toltén é um rio chileno localizado na Região da Araucanía. Nasce no lago Villarrica, perto da cidade de mesmo nome. Seu afluente principal é o rio Allipén. Da sua confluência com o Allipén, o rio segue um curso entrelaçado.
Após fluir por cerca de 123 km, o rio chega ao oceano Pacífico perto de Punta Nilhue, na comuna de Toltén, onde possui cerca de 500 m de largura.
Cidades e vilas ao longo do Toltén incluem: Villarrica, Pitrufquén, Teodoro Schmidt e Nueva Toltén.
Foi a fronteira entre os mapuches e huilliches.

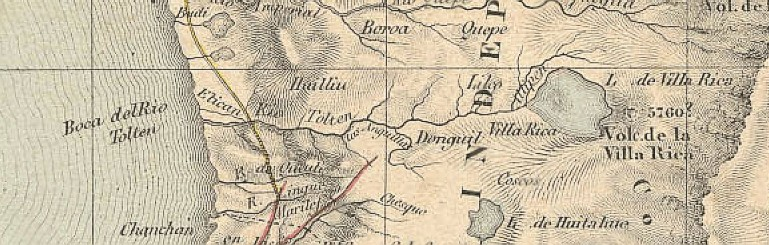
Detalhe do rio Toltén no mapa do Chile incluído no Atlas de la Historia Físicoa y Política de Chile, por Claude Gay, 1854.